# Jaltomata chotanae
Jaltomata chotanae är en potatisväxtart som beskrevs av S.Leiva och Mione. Jaltomata chotanae ingår i släktet jaltomator, och familjen potatisväxter. Inga underarter finns listade i Catalogue of Life.

## Bildgalleri

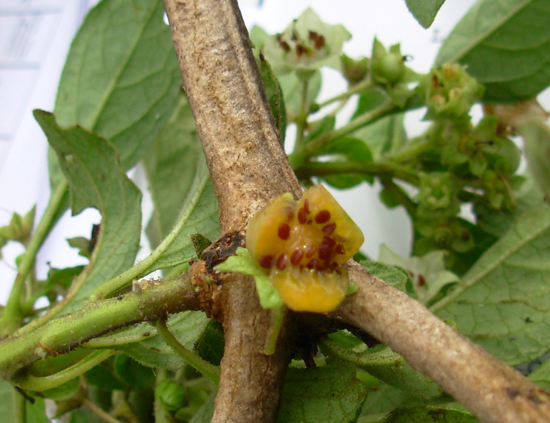